# Kanał Entreroches

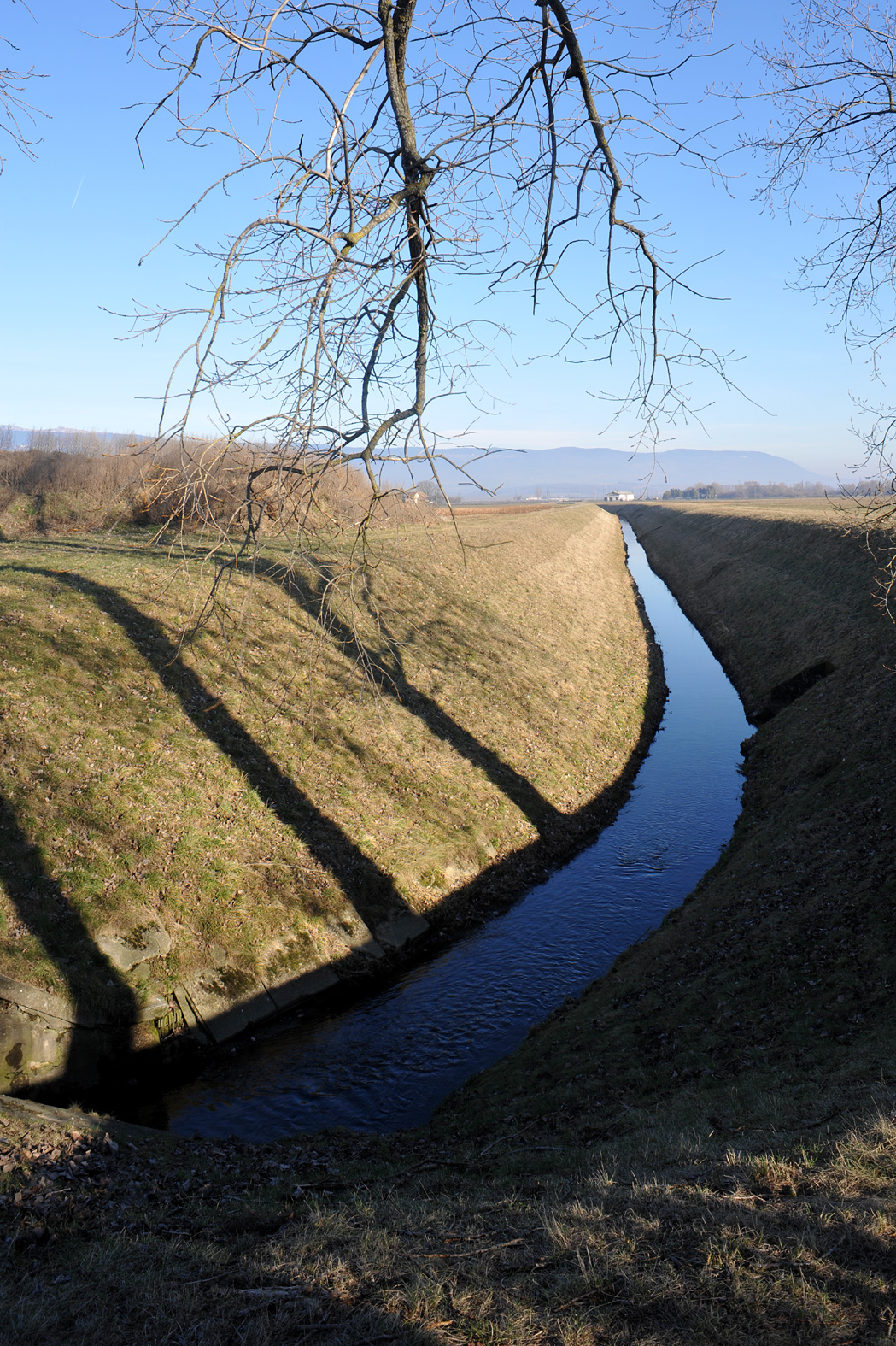
Kanał Entreroches w rejonie Chavornay

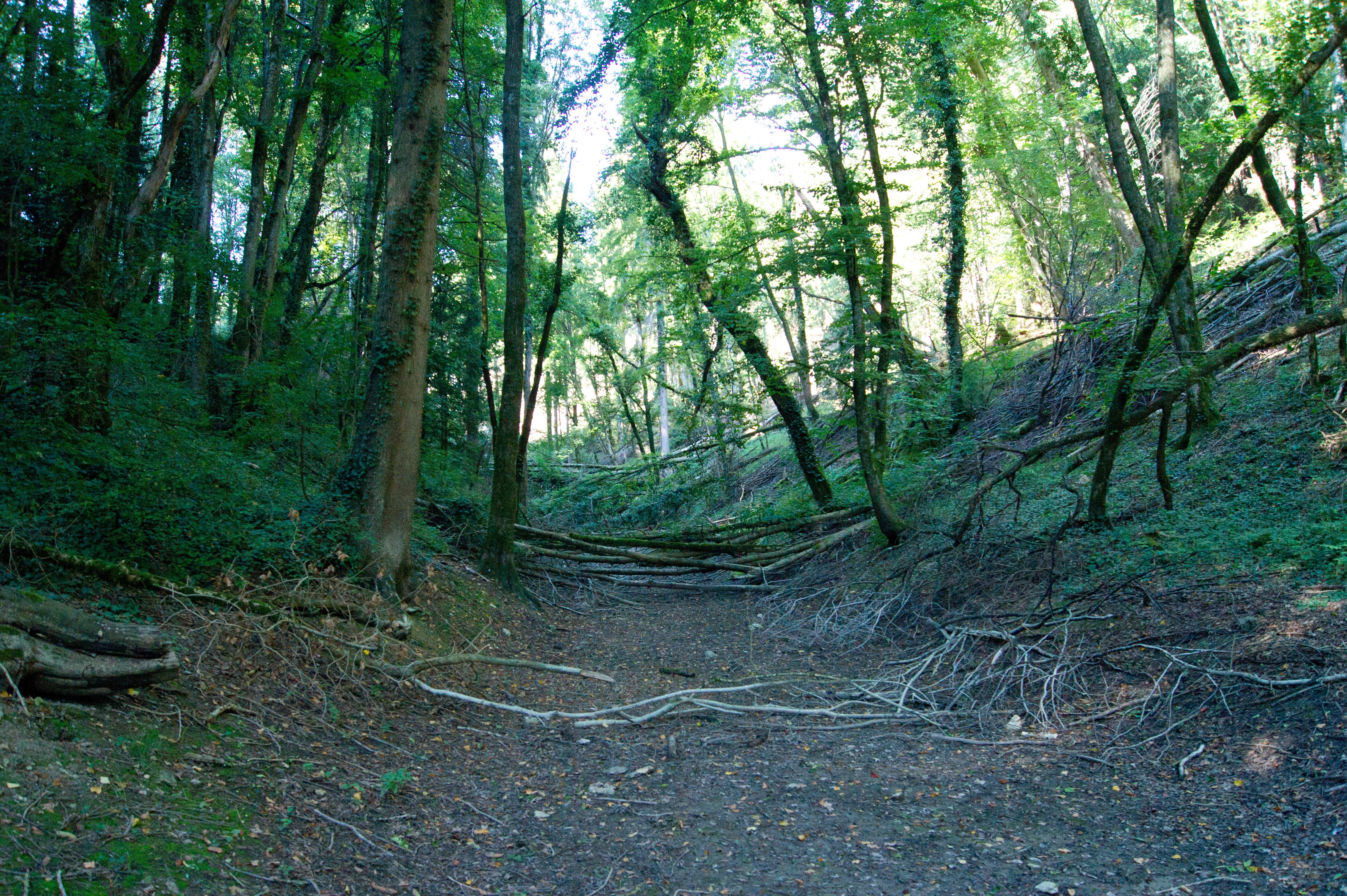
Ślad Kanału Entreroches w Éclépens (2010 r.)

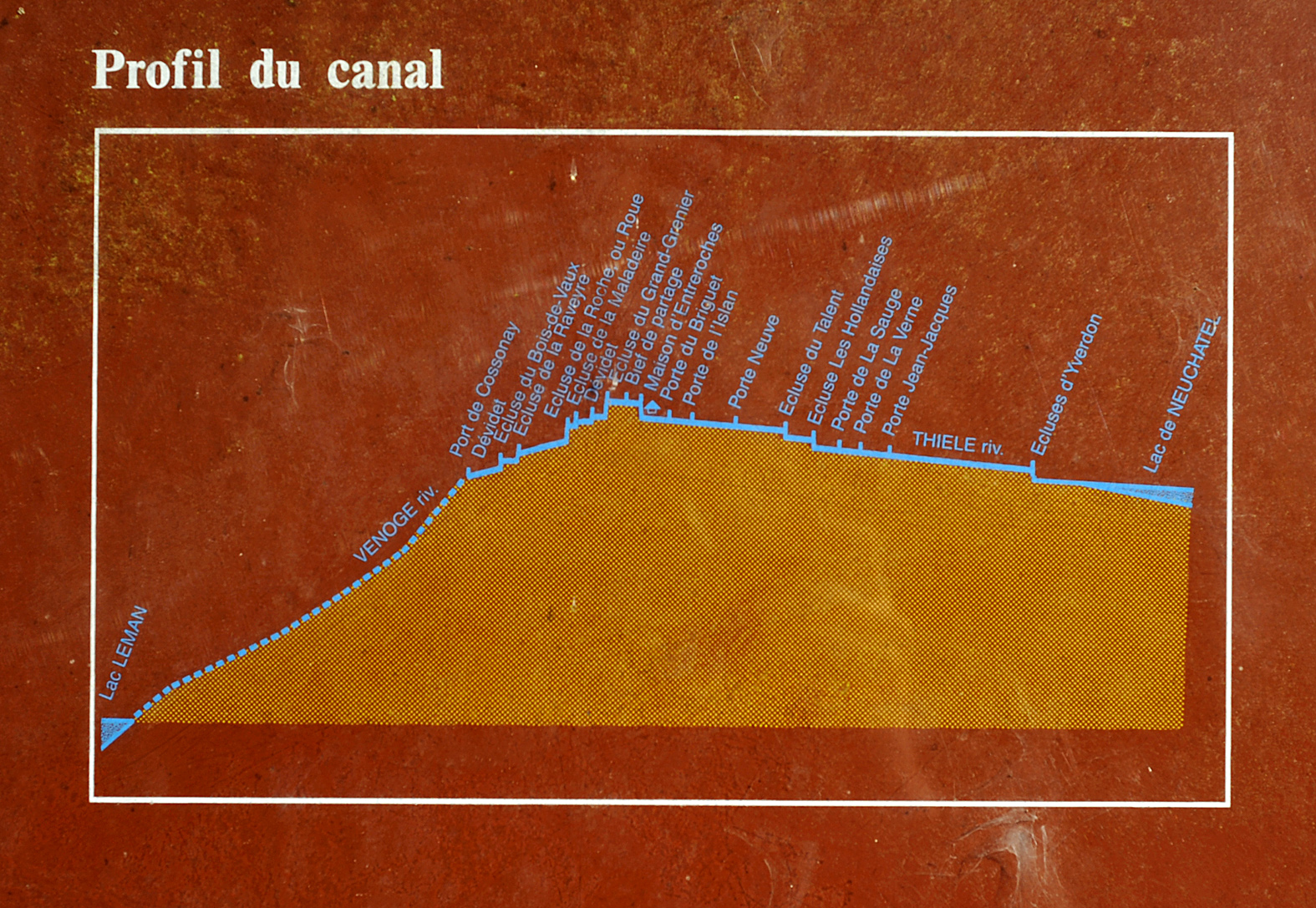
Profil całego planowanego Kanału Entreroches między jeziorami Neuchâtel i Genewskim

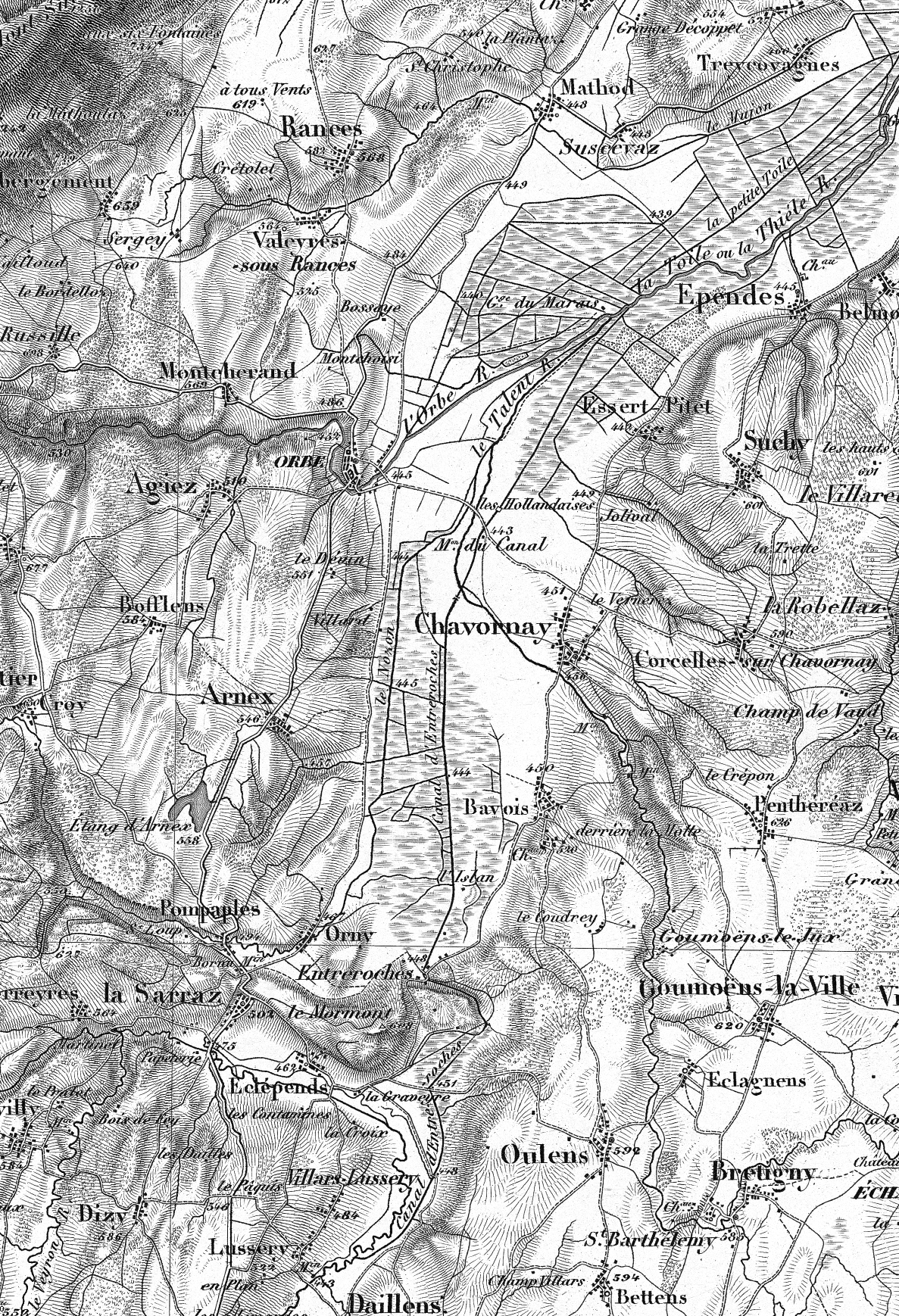
Kanał Entreroches na mapie gen. Dufoura z 1865 r.

Kanał Entreroches (fr. Canal d'Entreroches, niem. Entreroches-Kanal) – nigdy niedokończony, a obecnie już niefunkcjonujący kanał nawigacyjny, w projekcie mający połączyć Jezioro Neuchâtel z Jeziorem Genewskim i dzięki temu utworzyć ciągłą śródlądową drogę wodną z Holandii i Morza Północnego do Morza Śródziemnego. Nazwa kanału pochodzi od tzw. Cluses d'Entreroches – wąwozu w masywie wzgórz Mormont, którym poprowadzono najtrudniejszy technicznie odcinek tej drogi wodnej.

## Historia
Projektantem kanału był Elie du Plessis-Gouret, hugenocki szlachcic z Niderlandów. Jego projekt miał wówczas charakter strategiczny, gdyż projektowany kanał stworzyłby bezpośrednie połączenie między dorzeczami Renu i Rodanu. Umożliwiłoby to bezpośrednią żeglugę z Morza Północnego na Morze Śródziemne pod warunkiem jednakże uczynienia żeglownym całego odcinka Rodanu między Genewą a Lyonem, co z kolei wymagało wykonania obejścia tzw. Pertes du Rhône – skalistych katarakt na Rodanie koło Bellegarde-sur-Valserine. Tę ostatnią przeszkodę usunęła dopiero w 1948 r. budowa zapory Génissiat.
Tym niemniej inwestycję uruchomiono w 1638 r. Pracami do 1644 r. kierował sam Elie Gouret. W budowę zaangażowały się fundusze holenderskie (19%), francuskie (10%), berneńskie (55%) i genewskie (16%). Kanał zaprojektowano w oparciu o rzeki Thièle (uchodzi do jeziora Neuchâtel) oraz Venoge (uchodzi do Jeziora Genewskiego), które miały dostarczać wody niezbędnej do obsługi śluz.
Pierwszy odcinek między Yverdon i Orbe korzystał z koryta rzeki Thièle, wzdłuż której wybudowano dróżki dla holujących barki ludzi lub zwierząt. 12 kwietnia 1640 r. ukończono kopanie 9-kilometrowego odcinka między Orbe a Entreroches koło Orny. Kanał był zaprojektowany zgodnie z ówczesnymi normami: miał szerokość 18 stóp (5,28 m) na poziomie wody, 10 stóp (2,93 m) w dnie i głębokość 8 stóp (2,35 m). Na tym odcinku wybudowano 8 śluz, umożliwiających pokonanie różnicy poziomów wynoszącej 16 m.
Pierwsze poważne trudności napotkano w miejscu zwanym cluse du Mormont – głębokim wąwozie w masywie wzgórz Mormont (604 m n.p.m.), który trzeba równo przekopać i wzmocnić jego ściany. Kanał dotarł do koryta Venoge w pobliżu Daillens, a następnie poprowadził łukiem przez Grands Moulins do Cossonay, dokąd dotarł w 1648 roku. Ta druga część miała 8,4 km długości i pięć śluz, pokonujących różnicę poziomów wynoszącą 18 metrów. Do 1648 roku „Lordowie przedsiębiorcy” otworzyli łącznie 25,3 km bieżących kanału między Yverdon nad Jeziorem Neuchâtel i Cossonay.
Żegluga na kanale funkcjonowała głównie jesienią i w zimie. Latem niski stan wody zwykle ją uniemożliwiał. W użytku były płaskodenne barki zwane tu „razelles”, długie na ok. 19 m,, szerokie 3,5 m, o ładowności ok. 25 ton. Rejs barki na trasie Cossonay-Yverdon trwał dwa dni. Barki ciągnęli poruszający się brzegiem burłacy, rekrutujący się często z okolicznych chłopów, którzy w ten sposób uzyskiwali dodatkowy dochód w czasie wolnym od prac polowych. Przewożono zboże, sól, a przede wszystkim wino (85% ładunków). Z Yverdon barki płynęły w większości dalej, przez jezioro Neuchâtel, rzekę Thielle na jezioro Bienne, a z niego rzeką Aare do Solury.
Rozmaite problemy techniczne, głównie osuwiska stoków w rejonie kanału, zrujnowały jednak akcjonariuszy. Założony zysk w wysokości 7% nigdy nie został osiągnięty. Nigdy nie wykonano odcinka między Cossonay a Morges nad Jeziorem Genewskim, na którym różnica poziomów wynosiła blisko 50 m, a wbrew oczekiwaniom nie było możliwości wykorzystania zbyt wąskiego i krętego koryta Venoge.
Około 1760 r. zakończono eksploatację odcinka między Entreroches a Cossonay ze względu na długi czas śluzowania i związane z tym koszty. W następnych latach Kanał Entreroches działał już tylko na równinie Orbe, na odcinku zaledwie 16 km. Dzięki rozbudowie sieci dróg transport kołowy stawał się coraz bardziej konkurencyjny. Pod koniec Ancien régime'u Berno odmówiło kupna firmy, podobnie jak młody kanton Vaud na początku XIX wieku. Do 1829 roku kanał funkcjonował pod zarządem rodziny Plessis-Gouret. Jej barki przewoziły głównie wina z regionu Vaud (85% przewozów) i sól z salin w Bex. Pomimo niskiego łącznego tonażu (w latach 1719-20 rocznie maksymalnie równowartość 8352 wozów, czyli około 6680 ton) i wydajności, przyczynił się on do rozwoju portu Yverdon i w pewnym stopniu ułatwił transport towarów między doliną Renu a basenem Jeziora Genewskiego. W 1829 r. zawaleniu uległ akwedukt w Chavornay, którym ponad kanałem płynęły wody rzeki Talent. Kanał został zatarasowany. Wprawdzie obiekt ten został później odbudowany (istnieje do dziś), jednak kanał od tego czasu nie był już eksploatowany. Wykonana analiza wykazała, że jego odbudowa i rozbudowa są nieopłacalne w obliczu coraz szybciej rozwijającej się kolei: pierwsza linia kolejowa w kantonie Vaud, uruchomiona w 1855 r., która połączyła właśnie porty w Morges nad Jeziorem Genewskim i Yverdon nad Jeziorem Neuchâtel, została poprowadzona przez wzgórze Mormont, przebijając się tunelem pod kanałem Entreroches.

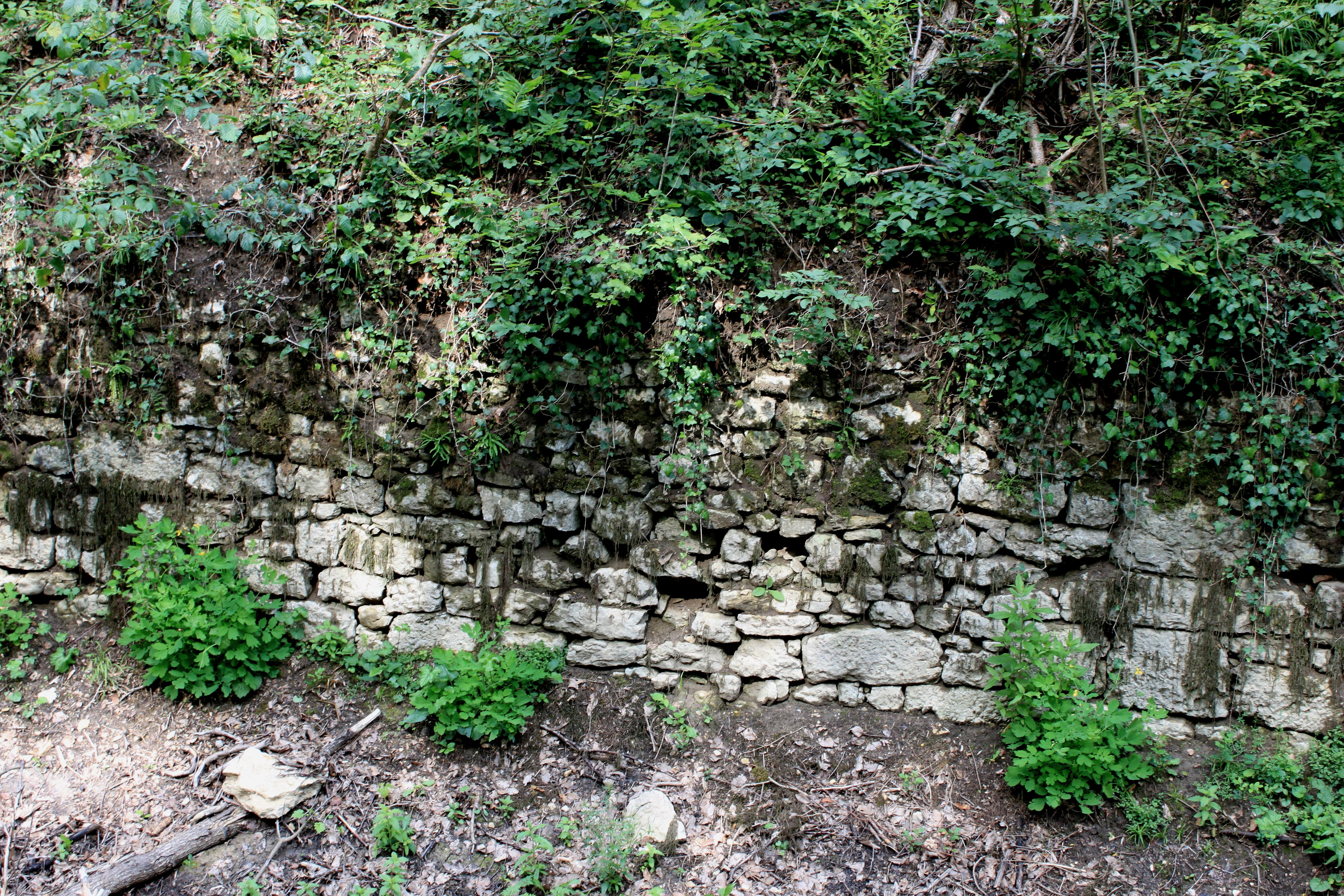
Fragment obmurówki śluzy w Eclépens (2011 r.)

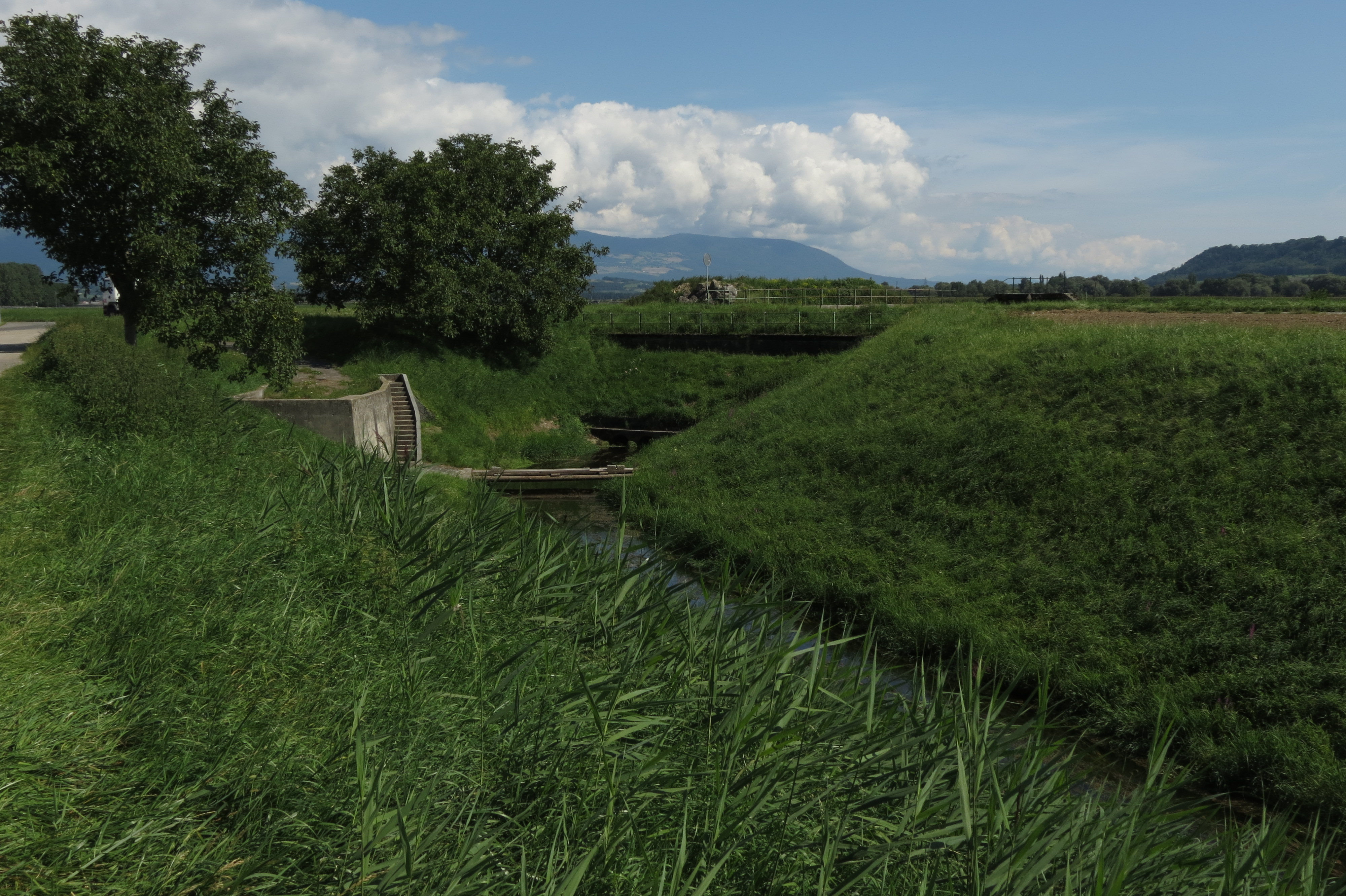
Akwedukt rzeki Talent, który uległ zawaleniu w 1829 r., stan obecny (2014 r.)

## Kanał dziś
Oprócz odcinka w rejonie Chavornay do naszych czasów dochowało się jedynie kilka innych widocznych fragmentów kanału. W Entreroches zachował się dawny budynek obsługi portu, a nieco niżej, w miejscu w którym kanał przecinał formację skalną, fragmenty wysokich na 2-3 metry murów oporowych. Objęte są one na terenie gminy Éclépens ochroną jako pomnik historii.